# Ronald Lopatny
Ronald Lopatny   (Zagreb, 19 de setembre de 1944 - Zagreb, 5 de maig de 2022) fou un waterpolista croat que va competir sota bandera iugoslava entre les dècades de 1950 i 1970.
El 1968 va prendre part en els Jocs Olímpics d'Estiu de Ciutat de Mèxic, on guanyà la medalla d'or en la competició del waterpolo. Quatre anys més tard, als Jocs de Munic, fou cinquè en la mateixa prova.
En el seu palmarès també destaquen dues medalles de bronze al Campionat d'Europa de waterpolo, el 1966 i 1970, i dues d'or als Jocs del Mediterrani, el 1967 i 1971.
A nivell de clubs jugà al Medveščak, el Napredak (1958-1968) i HAVK Mladost, amb qui guanyà tres Copes d'Europa de Waterpolo, el 1968, 1969 i 1970, i dues lligues de Iugoslàvia, el 1969 i 1971. El 1970 i 1971 fou escollit millor jugador iugoslau de waterpolo.